# Обсерватория Ниццы
Обсерватория Ниццы (фр. Observatoire de Nice, код обсерватории «020») расположена в Ницце, Франция на вершине холма Монгро. Строительство обсерватории было начато в 1879 банкиром Рафаэлем Бишофсхаймом (фр. Raphaël Bischoffsheim). Архитекторами были Шарль Гарнье и Гюстав Эйфель, который проектировал главный купол. 76-сантиметровый (30-дюймовый) телескоп-рефрактор, установленный в обсерватории в 1888, был на то время самым большим в мире телескопом. Этот рекорд был побит спустя год 36-дюймовым (91 сантиметр) телескопом, установленным в Ликской астрономической обсерватории (англ. Lick Observatory).

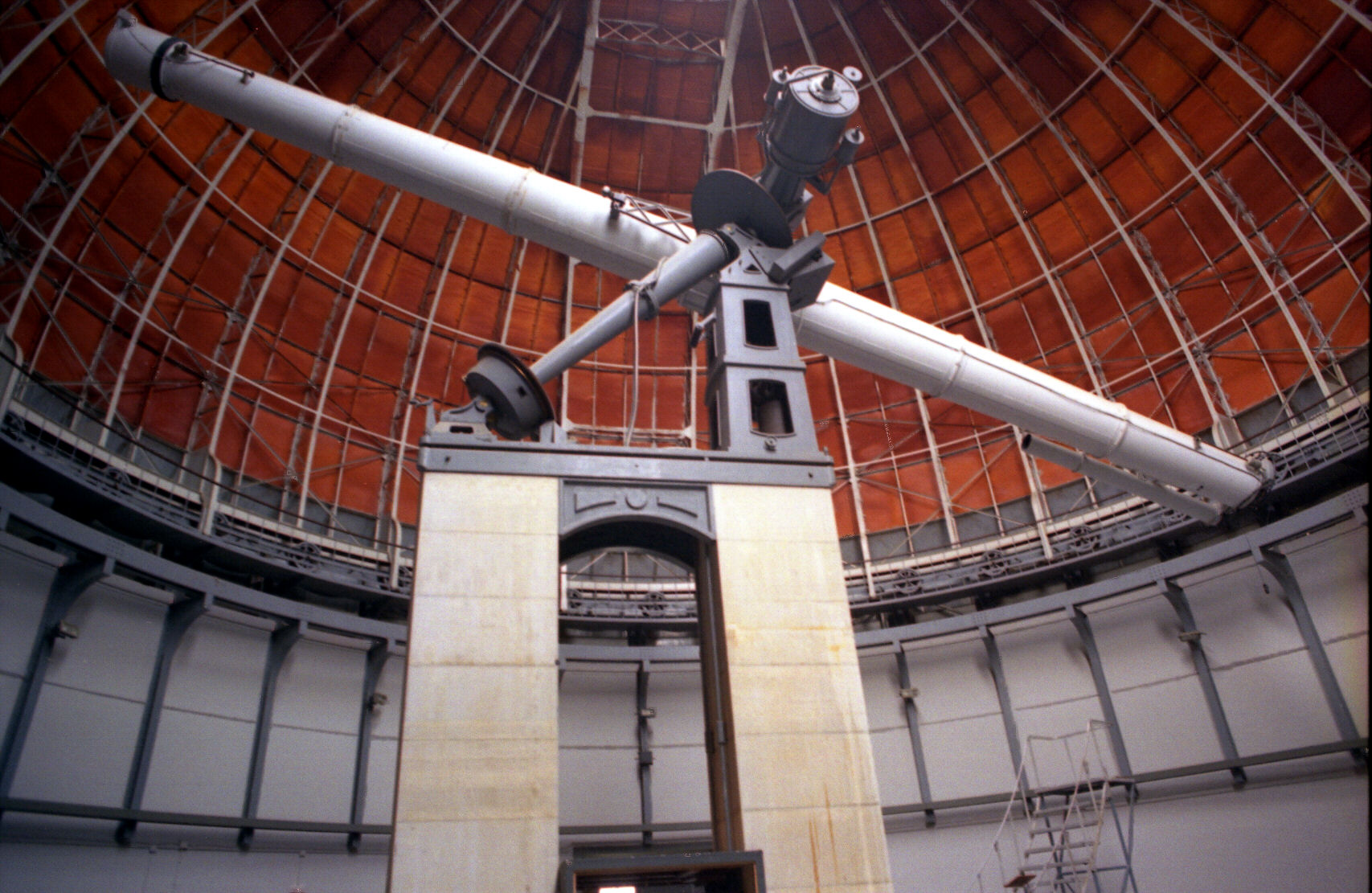
76-сантиметровый рефрактор

Как самостоятельное научное учреждение обсерватория просуществовала больше века, но в 1988 году была объединена с CERGA (фр. Centre de recherches en géodynamique et astrométrie) — Исследовательским центром в области геодинамики и астрометрии, чтобы сформировать обсерваторию Лазурного берега (фр. Observatoire de la Côte d'Azur).

## В культуре
Обсерватория Ниццы, ее главный 76-сантиметровый рефрактор и устройство купола подробно описаны в научно-фантастическом романе Жоржа Ле-Фора и Анри де Графиньи «Путешествие на Луну. Необыкновенные приключения русского ученого», изданном в 1888 году.
Обсерватория Ниццы в 1999 году была показана в фильме Суперагент Саймон.
В честь основателя обсерватории банкира Рафаэля Бишофсхайма назван астероид (708) Рафаэла, открытый в 1911 году.